# Lepidotrigla carolae
Lepidotrigla carolae är en fiskart som beskrevs av Richards, 1968. Lepidotrigla carolae ingår i släktet Lepidotrigla och familjen knotfiskar. Inga underarter finns listade i Catalogue of Life.